# Mauro Ribeiro
Mauro Ribeiro (Curitiba, 19 de julho de 1964) é um ex-ciclista profissional e técnico brasileiro, atualmente aposentado e dono de sua própria marca de roupas.
Incentivado por Renato Romeu, no ano de 1980, aos 16 anos de idade, Mauro iniciou o ciclismo profissional na equipe Cicles Clube Romeu.
Em 1981, com 17 anos de idade já era campeão pan-americano adulto e júnior.
No ano seguinte foi campeão mundial e, em 1983, conquistou a medalha de bronze nos 400 metros por equipe nos Jogos Pan-Americanos de Caracas.
Seu principal triunfo esportivo foi a vitória na 7° etapa do Paris-Nice em 1990, no percurso de 102 km de Mandelieu-la-Napoule-Nice, e a conquista da 9ª etapa do Tour de France 1991 (entre Alençon e Rennes), realizada no dia 14 de julho (data comemorativa da queda da Bastilha e feriado nacional). Foi o primeiro brasileiro com esta situação no Tour de France.
Foi medalhista de bronze na prova de perseguição por equipe nos Jogos Pan-Americanos de 1995, em Mar del Plata No ano seguinte, participou dos Jogos Olímpicos de Atlanta.
Mauro foi um ciclista especializado nas clássicas (grandes provas de um dia) de Copa do Mundo, como a Milão-Sanremo, o Tour des Flandres, a Paris-Roubaix (conhecida disputa dos paralelepípedos), dentre outras. Atuou também como domestique do francês Charly Mottet.
Quando encerrou a carreira de atleta, assumiu cargos de técnico. Foi técnico da seleção brasileira de estrada. Atualmente, mora em Curitiba e possui a marca Mauro Ribeiro Sports, de uniformes para ciclismo.

## Principais resultados

Vitória na 9° Etapa do Tour de France

Vitória na 7° etapa Paris-Nice

1982
Corrida de 1º  ponto, Campeonato Mundial Júnior de Atletismo da UCI
1983
3ª  Perseguição por equipes, Jogos Pan-Americanos
1985
1º  Cinturón Ciclista a Mallorca
1987
9º Tour Geral de la Communauté Européenne
1988
9º Grande Prêmio d'Isbergues
1990
1ª Etapa 7 Paris-Nice
1991
1ª Etapa 9 Tour de France
1ª Etapa 5 Rota du Sud
5º GP Ouest-França
1995
3ª Perseguição por equipes, Jogos Pan-Americanos

## Equipes
- Cicles Romeo (1980 e 1981)
- Cicles Cascatinha (1982 e 1983)
- Caloi (1984)
- ACBB-França (1985)
- RMO, equipe profissional francesa (1986 a 1992)
- Chazal, atual AG2R (1993 e 1994)
- Lotto (Bélgica, 1995)
- Specialized (de 1996 a 1998).

## Principais vitórias
- Tricampeão paranaense
- Campeão brasileiro adulto e júnior
- Campeão pan-americano 81/82 júnior
- Campeão mundial 1982 júnior
- Bronze nos 400m por equipe nos Jogos Pan-Americanos de Caracas (1983)
- Bronze nos 400m por equipe nos Jogos Pan-Americanos de Mar del Plata (1995)
- 9ª etapa do Tour de France 1991
- 7ª etapa Paris-Nice 1990
- Campeão Midi Libre 1990